# Kozinec (Holubice)
Kozinec je vesnice v okrese Praha-západ, je součástí obce Holubice. Nachází se asi 0,7 km na jihovýchod od Holubic. Je zde evidováno 140 adres.

## Historie
První písemná zmínka o Kozinci pochází z roku 1614. Ves Kozinec vznikla v roce 1778. Před tím to býval dvůr, hájovna a ovčín. V polovině 19. století byl Kozinec spojen s obcí Tursko, kam také kozinecké děti chodily do školy. V roce 1875 se Kozinec od Turska oddělil a spojil se s Holubicemi.

## Pamětihodnosti
- Kaple svatého Michaela archanděla – barokní okrouhlá stavba na návsi. Interiér zdobí nástropní malba, znázorňující zjevení archanděla Michaela na hoře Gargano.[4]

## Galerie

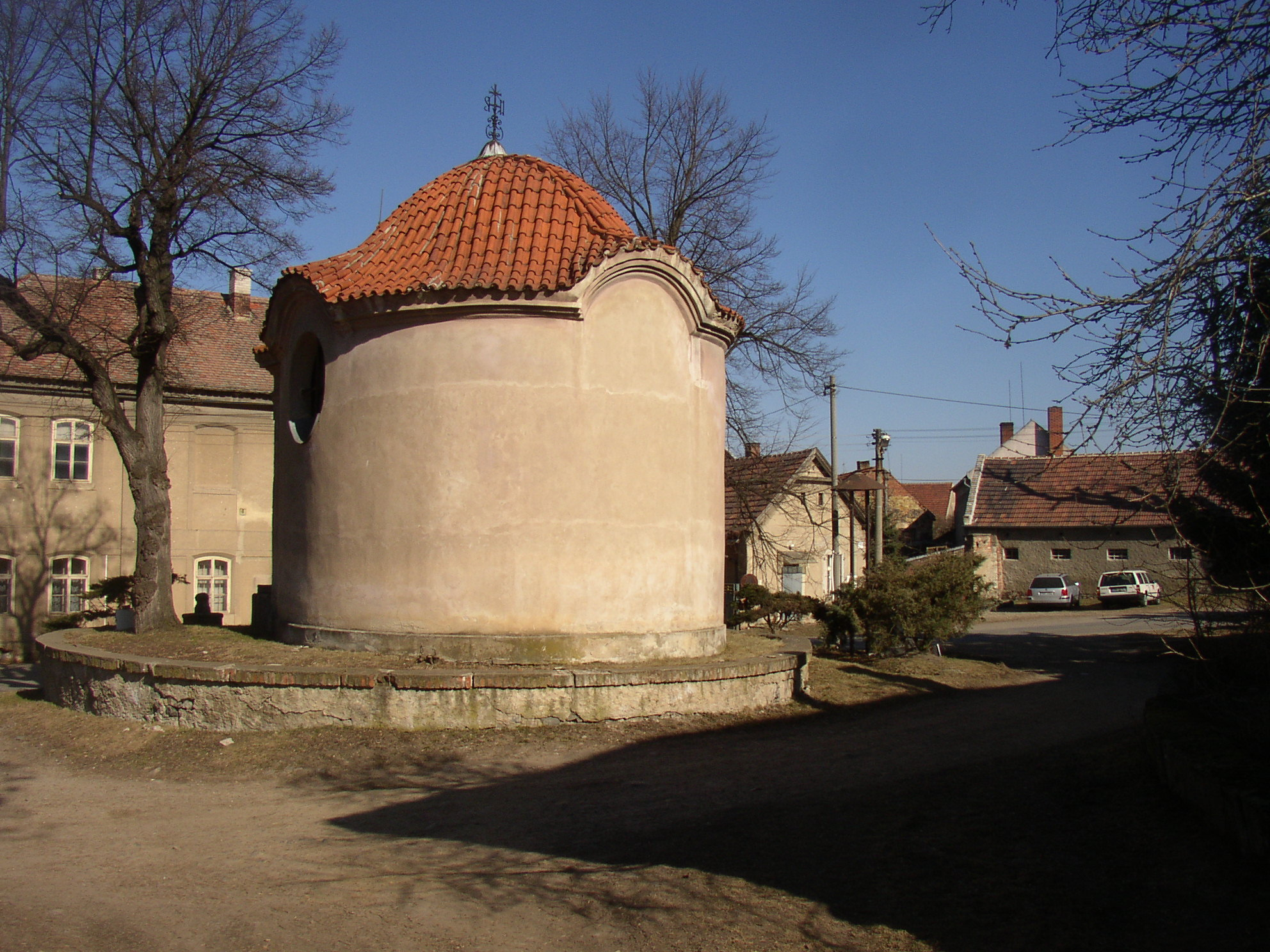
Kaple od jihozápadu
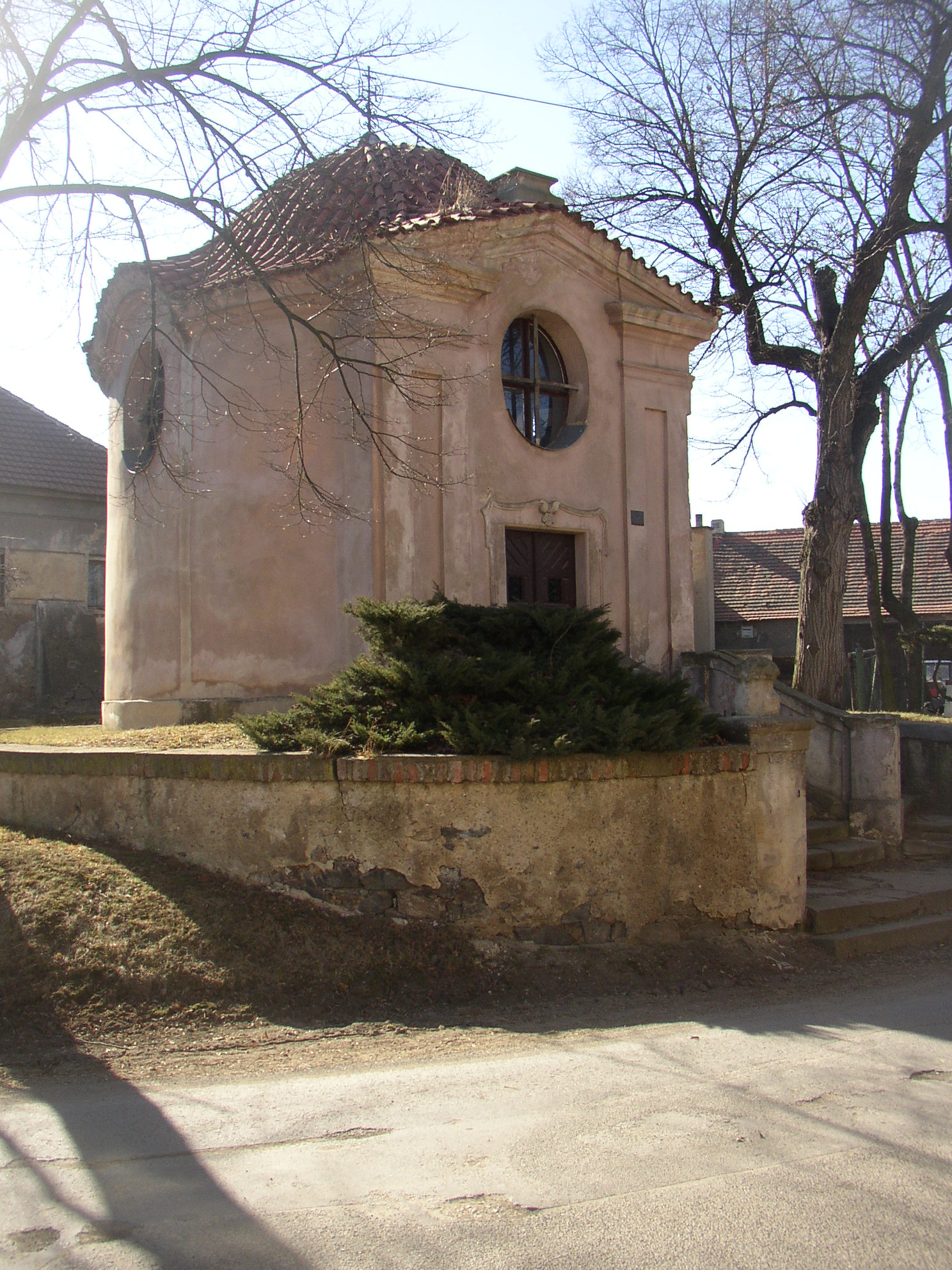
Kaple od severovýchodu
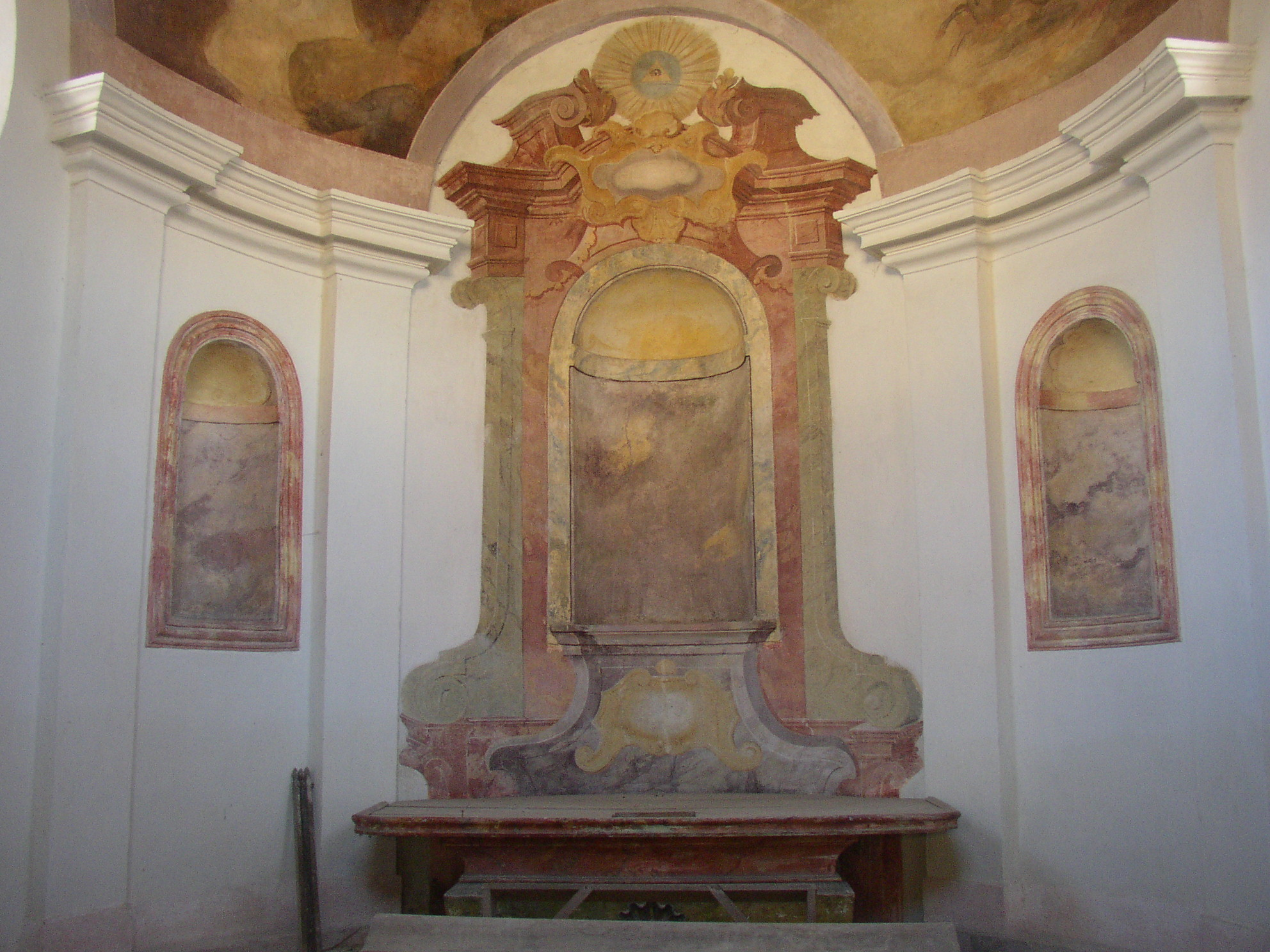
Iluzivní malba v interiéru
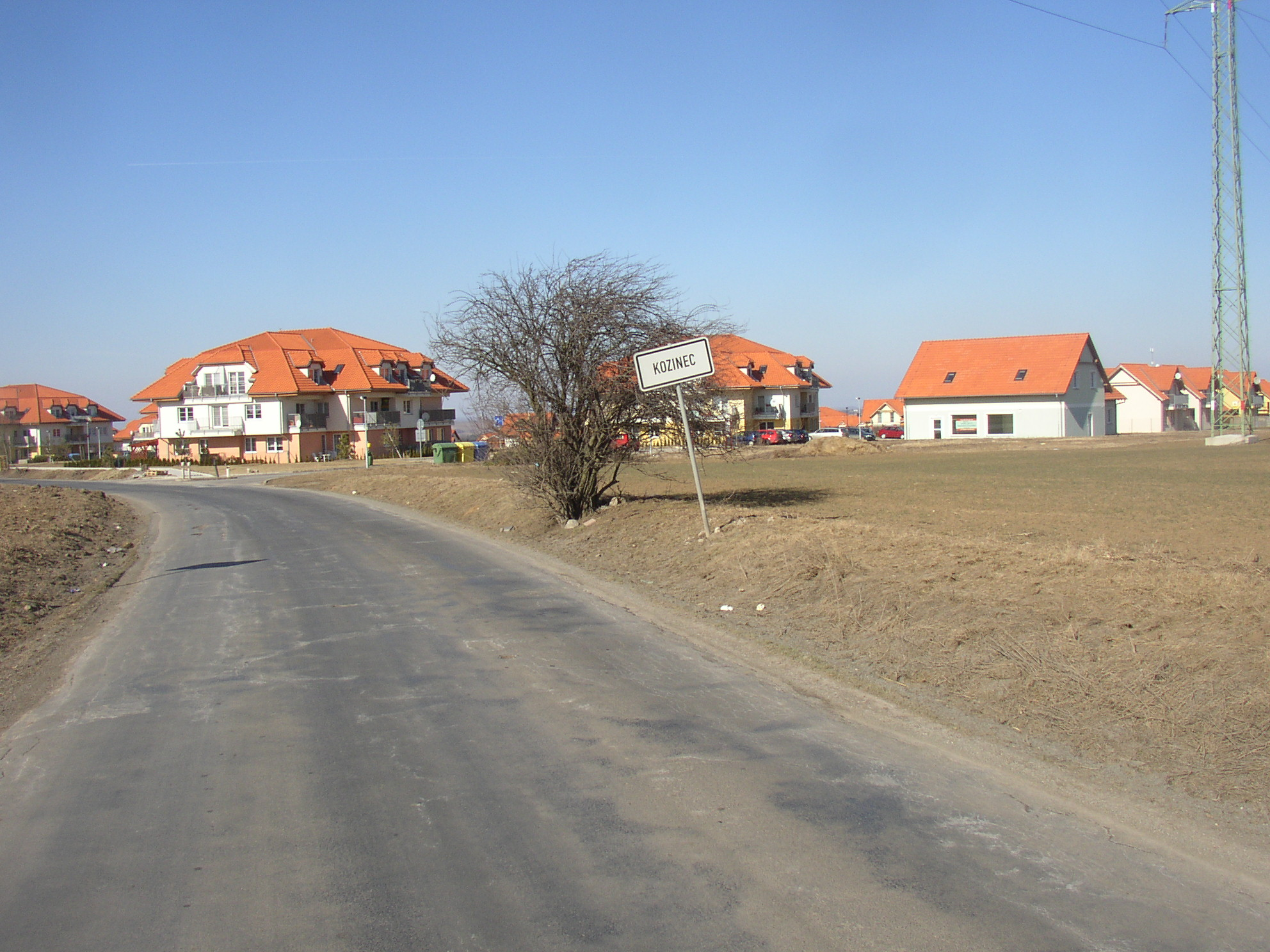
Východní část Kozince